# Homalium schleichii
Homalium schleichii är en videväxtart som beskrevs av Wilhelm Sulpiz Kurz. Homalium schleichii ingår i släktet Homalium och familjen videväxter. Inga underarter finns listade i Catalogue of Life.